# Niña Ruiz Abad
Pour les articles homonymes, voir Abad.
Niña Ruiz Abad, née le 31 octobre 1979 à Quezon City aux Philippines, morte le 16 août 1993 à l'hôpital de Quezon City, est une jeune servante de Dieu philippine. Elle est réputée pour sa foi fervente. Elle meurt à 13 ans d'une crise cardiaque.
La cause pour sa béatification est ouverte au diocèse de Laoag, avec l'autorisation de la Conférence des évêques catholiques des Philippines et de la Congrégation pour la cause des saints.

## Biographie

### Jeunesse
Niña Ruiz Abad naît le 31 octobre 1979 au Capitol Medical Center de Quezon City, dans l'île de Luçon, aux Philippines. Elle est la fille d'un couple d'avocats de Sarrat, mais son père meurt quand elle a trois ans. Elle est baptisée à l'église Saint-Dominique le 15 mars 1980,. Elle a une seule soœur, Mary-Anne.

### Scolarité
Niña Ruiz fréquente la crèche du centre d'études pour enfants de l'Université des Philippines Diliman, à Quezon City, puis l'école maternelle jusqu'en deuxième année à l'école Holy Angels Montessori, toujours à Quezon,. La famille déménage en avril 1988 à Sarrat, dans la province de Ilocos Norte, où sa mère devient la responsable des audiences de la Commission du règlement des problèmes fonciers au ministère de la Justice,,.

### Vie spirituelle

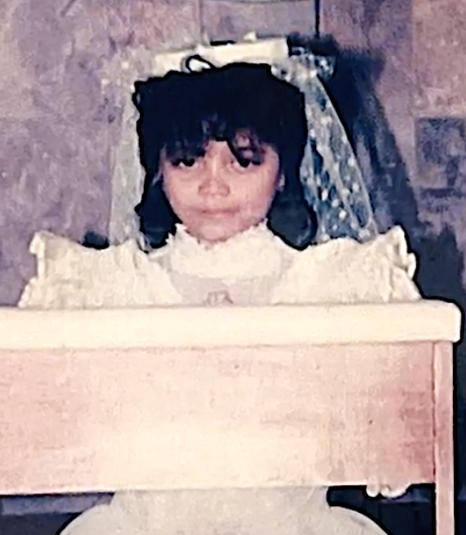
Ruiz Abad lors de sa première communion.

Niña Ruiz Abad est décrite comme ayant « une forte dévotion à l'Eucharistie et elle passe son temps à distribuer des chapelets, des Bibles, des livres de prières, des images saintes et d'autres objets religieux »,. 
En raison de sa ferme foi catholique, qu'elle acquiert auprès de sa mère, fervente chrétienne, elle devient un modèle et une source d'inspiration pour de nombreuses personnes à Ilocos Norte et à Quezon City. Elle est connue comme « la fille qui porte toujours un chapelet »,, et « qui aime prier ». L'évêque Mayugba souligne la notoriété de Niña Ruiz Abad en raison de sa foi réputée.

### Décès
À l'âge de 10 ans, Niña Ruiz Abad reçoit le diagnostic d'une cardiomyopathie hypertrophique. Elle a une crise cardiaque à l'école le 16 août 1993. Elle est immédiatement transportée à l'hôpital où elle meurt le jour même,,.

## Cause en béatification
Trois décennies après sa mort et avec l'approbation de la Conférence des évêques catholiques des Philippines (CBCP), Renato Mayugba, évêque du diocèse de Laoag, lance la procédure pour la cause en béatification et en canonisation (reconnaissance de sainteté) de Niña Ruiz Abad, en soulignant qu'elle peut servir de « bon modèle de piété et de courage » pour les jeunes Philippins actuels. 
L'évêque Renato Mayugba obtient l'approbation de Roberto Gaa pour le transfert de la compétence territoriale au diocèse de Laoag, qui est également approuvé par la Congrégation pour la cause des saints,,,.
Pour Rappler, cette cause s'inscrit dans la volonté épiscopale de proclamer des saints modernes aux Philippines, qui soient des modèles pour les catholique du XXIe siècle.